# Eliezer Sherbatov
Eliezer Sherbatov (* 9. Oktober 1991 in Rehovot) ist ein  israelischer Eishockeyspieler, der seit 2023 bei den Waterloo Maroons in der Ligue de Hockey Sénior du Élite unter Vertrag steht.

## Karriere
Eliezer Sherbatov, der als Sohn russischstämmiger Eltern in Israel geboren wurde, wanderte als Zweijähriger mit seiner Familie nach Laval in der kanadischen Provinz Québec aus. Er begann seine Karriere als Eishockeyspieler allerdings nicht im Mutterland des Kufensports, sondern beim HC Metulla in Israel. 2008 ging er nach Laval zurück und spielte für Laval-Bourassa Rousseau Sports in der Québec Midget Hockey League. Nachdem er mit seiner Mannschaft die Liga 2009 gewonnen hatte, wechselte er zum Club de hockey junior de Montréal in die Ligue de hockey junior majeur du Québec. Noch während seiner zweiten Spielzeit in Montreal verließ er das Team und wechselte Anfang 2011 zum Ligakonkurrenten Drakkar de Baie-Comeau, wo er die Saison zu Ende spielte. Anschließend zog es ihn nach Europa, wo er für den Hockey Club Neuilly-sur-Marne zunächst in der Ligue Magnus, der höchsten französischen Spielklasse, spielte. Mit dem östlich von Paris beheimateten Team musste er aber sogleich den Abstieg hinnehmen und verbrachte die Spielzeit 2012/13 in der zweitklassigen Division 1. 2013 wechselte er nach Kasachstan zum HK Astana. Ein Jahr später zog es ihn zum HK Beibarys Atyrau, der ebenfalls in der kasachischen Meisterschaft spielt. Mit diesem gewann er 2016 diese Meisterschaft. In der Saison 2017/18 spielte er für den HC Slovan Bratislava in der Kontinentalen Hockey-Liga. Anschließend spielte er für den HK Arlan Kökschetau, den HC Košice und Ertis Pawlodar. Nachdem er die Spielzeit 2020/21 bei Unia Oświęcim in der Polska Hokej Liga verbracht hatte, wofür er teilweise kritisiert wurde, wechselte er zum HK Mariupol in die Ukraine. Diese verließ er nach dem russischen Überfall und beendete die Saison bei den Jerusalem Capitals in Israel. Anschließend zog es ihn wieder nach Nordamerika, wo er für die Frankokanadier von Marquis de Jonquière, ihn in der dritten Runde LNAH Drafts als insgesamt 19. Spieler ausgewählt hatten, in der Ligue Nord-Américaine de Hockey spielte. Gleich in seiner ersten Saison dort wurde er zum „Most Gentleman Player“ der Liga gewählt. 2023 wechselte er zu den Waterloo Maroons in die Ligue de Hockey Sénior du Élite.

### International
Im Juniorenbereich stand Sherbatov bei den U-18-Weltmeisterschaften 2005 und 2006 jeweils in der Division III und 2008 in der Division II auf dem Eis.
Mit der Herren-Nationalmannschaft nahm Sherbatov an den Weltmeisterschaften der Division II 2010, 2012, als er zum besten Spieler seiner Mannschaft gewählt wurde, 2014, 2019, als er als Torschützenkönig, Topscorer, zweitbester Vorlagengeber nach seinem Landsmann Evgeni Kozhevnikov und mit der besten Plus/Minus-Bilanz des Turniers zum besten Stürmer und besten Spieler seiner Mannschaft gewählt wurde, und 2022 sowie der Division III 2011 teil. 2011 wurde er Torschützenkönig und war bester Vorlagengeber und somit auch Topscorer des Turniers. Er wurde in dem Jahr zudem auch als bester Stürmer und für die beste Plus/Minus-Bilanz ausgezeichnet.

## Erfolge und Auszeichnungen
- 2009 Meister der Québec Midget Hockey League mit Laval-Bourassa Rousseau Sports
- 2016 Kasachischer Meister mit dem HK Beibarys Atyrau
- 2023 „Most Gentleman Player“ der Ligue Nord-Américaine de Hockey

### International
| - 2011 Aufstieg in die Division II, Gruppe B bei der Weltmeisterschaft der Division III - 2011 Bester Stürmer der Weltmeisterschaft der Division III - 2011 Topscorer der Weltmeisterschaft der Division III - 2011 Bester Torschütze der Weltmeisterschaft der Division III - 2011 Bester Vorlagengeber der Weltmeisterschaft der Division III - 2011 Beste Plus/Minus-Bilanz der Weltmeisterschaft der Division III | - 2019 Aufstieg in die Division II, Gruppe A bei der Weltmeisterschaft der Division II, Gruppe B - 2019 Bester Stürmer der Weltmeisterschaft der Division II, Gruppe B - 2019 Topscorer der Weltmeisterschaft der Division II, Gruppe B - 2019 Bester Torschütze der Weltmeisterschaft der Division II, Gruppe B (gemeinsam mit Aleksandre Wassiltschenko) - 2019 Beste Plus/Minus-Bilanz der Weltmeisterschaft der Division II, Gruppe B |